# Solís (alimentació)
Solís, Industrias de Alimentación SA (Solís IASA) fou una empresa alimentària amb seu a Barcelona, finalment absorbida per la multinacional Nestlé, actual propietària de la marca.

## Història
A finals de la dècada del 1940, Juan Antonio Solís Cuéllar (Utiel, 1917 - Sitges, 1999) va adquirir l'empresa Productes Dietètics Llor, amb seu al carrer del Dos de Maig, 264, que fabricava la llet vegetal condensada Nuxina i el cacau fosfatat ensucrat Prodicao. D'aquests dos productes, es va quedar amb el primer, la llet d'ametlla i de coco Nuxina, que fabricava als núms. 266-268 del mateix carrer. El 1961, Solís va traslladar la fàbrica al carrer de Padilla, 374, on a més de la llet d'ametlla Nuxina-Solís, el 1962 hi va iniciar la producció de la maionesa Solís, que tingué una exitosa campanya publicitària a la televisió, i el 1964, el tomàquet fregit Solís.
El 1969 es va dissoldre l'antiga companyia i es va constituir la nova societat anònima Solís, Industrias de Alimentación, amb un 20% del capital en mans del fundador i el 80% restant en les del grup estatunidenc Carnation Co. El 1973, Solís-Carnation va adquirir la fàbrica de la fabada Litoral a Xixon (Astúries), fundada el 1942 com a conservera de peix. El 1975, l'empresa va obrir una nova fàbrica de tomàquet fregit a Miajadas (Extremadura), que encara funciona a l'actualitat. El 1976, la seu social es va traslladar al carrer de Robert Bassas (actualment Sabino Arana), 32-34, i el 1984, novament a l'edifici de la companyia d'assegurances Catalana Occident a l'avinguda Diagonal, 652-656, on romandria fins al 1986.
El 1985, Nestlé va adquirir Carnation, i l'any següent es va autoritzar la venda per 375 milions de pessetes del paquet d'accions del fundador. Finalment, el 1988 Solís IASA fou absorbida per Sociedad Nestlé AEPA, filial espanyola del grup suís.